# Shasta (Narnia)
Shasta (Engels: Shasta), later Coor (Engels: Cor), is een personage uit Het paard en de jongen en Het laatste gevecht van De Kronieken van Narnia door C.S. Lewis.

## Het paard en de jongen
In de tijd dat Peter en zijn broer en zussen over Narnia regeerden woont Shasta in het zuiden van Calormen bij de visser Arshiesh, van wie hij denkt dat het zijn vader is.
Shasta moest bij de visser de vuile karweitjes opknappen, en kreeg nog slaag toe. Op een dag komt een edelman, een Tarkaan, om onderdak vragen. Hij wil Shasta kopen van de visser. Shasta is benieuwd wat voor man de Tarkaan is en vraagt dat aan zijn paard. Tot zijn verwondering antwoordt het paard, dat uit Narnia komt en Brie heet. Brie stelt voor samen met Shasta te vluchten naar Narnia.
Tijdens de vlucht, die vooral 's nachts plaatsvindt, moet Shasta van Brie leren hoe op een paard te rijden. Op een gegeven moment horen ze leeuwen brullen, die hen achtervolgen. Ze worden van hun koers gedwongen, waar ze een ruiter horen rijden. Ze kunnen kiezen tussen de leeuwen of de ruiter.
Brie besluit naar de ruiter te rijden. Het blijkt een meisje te zijn, Aravis, dat samen met haar paard Winne op vlucht is.
Ze is een dochter van de Tarkaan Kidrash, die van haar vader moet trouwen met een veel oudere man, de Tarkaan Ahoshta. Om dat te voorkomen wilde ze zelfmoord plegen, haar paard voorkwam dat. Ze vluchten naar Narnia, en ze komen onderweg ook leeuwen tegen. Aravis en Shasta besluiten samen verder te gaan, om minder op te vallen.
Helaas moeten ze door Tashbaan heen, de hoofdstad van Calormen. Ze vermommen zich, maar Shasta wordt herkend door edelen uit Narnia. Ze denken dat hij prins Corin is, en nemen hem mee. Daar komt hij Edmund en Susan tegen, die in de problemen zijn omdat Rabadash, Susan wil dwingen met hem te trouwen.
Als de echte Corin terugkomt, gaat Shasta ervandoor. Wel heeft hij van de Narniërs een snelle weg naar Narnia gehoord. Hij loopt naar de Graftomben, waar hij met Aravis en Brie had afgesproken. Ze zijn er niet.
Aravis loopt intussen tegen een vriendin op, die haar via het paleis van de Tisrok naar buiten smokkelt. Daar horen ze dat Rabadash eerst Archenland en daarna Narnia wil aanvallen. Aravis ontmoet Shasta bij de Graftomben, die daar de nacht heeft doorgebracht onder de bescherming van een kat.
Samen rijden ze door de woestijn om Narnia te waarschuwen. Via de geheime weg komen ze aan de grenzen van Archenland, waar de kluizenaar woont. Ook hier worden ze door een leeuw achtervolgd, die Aravis verwondt. Shasta komt Aravis te hulp.
De kluizenaar zegt dat Shasta de koning van Archenland moet waarschuwen, die in de buurt aan het jagen is. Die denkt dat hij zijn zoon Corin is, maar dat ontkent Shasta. Tijdens het rijden naar het slot van de koning van Archenland verdwaalt Shasta en komt Aslan tegen die uitlegt dat hij de leeuwen en de kat was, die Shasta tegenkwam.
Uiteindelijk komt hij in Narnia, waar hij de bewoners van Narnia ontmoet. Deze waarschuwen de koning voor het gevaar dat Narnia bedreigt. Met het leger dat dan komt, komt ook Corin mee, die Shasta herkent. Omdat Corin een dwerg verwondt, krijgt Shasta een harnas te pakken en doet hij mee met de bevrijding van het kasteel van de koning van Archenland. Zijn optreden wordt geen succes, hij valt van zijn paard.
Als de strijd voorbij is, wordt Shasta door Koning Lune, de koning van Archenland, herkend als zijn zoon Coor. Deze is toen hij baby was door een ontrouwe bediende van zijn vader ontvoerd, en door de visser Arshiesh gevonden. Hij wordt de kroonprins omdat hij de oudste is. Ondanks hun ruzie trouwen Coor en Aravis later en hun zoon Ram de Grote wordt de beroemdste koning van Archenland.

## Het laatste gevecht
Hier is Coor in de tuin, in het nieuwe Narnia, samen met zijn vrouw Aravis en zijn broer Corin en met alle andere helden uit Narnia.